# Deoria (distrikt)
Deoria (hindi: देवरिया जिला) er et distrikt i den indiske delstat Uttar Pradesh. Distriktets hovedstad er Deoria.

## Demografi
Ved folketællingen i 2011 var der 3,098,637 indbyggere i distriktet, mod 2,712,650 i 2001. Den urbane befolkningen udgør 10,23 % af befolkningen.
Børn i alderen 0 til 6 år udgjorde 14,37 % i 2011 mod 19,01 % i 2001. Antallet af piger i den alder per tusinde drenge er 948 i 2011.